# Nodipecten nodosus
Nodipecten nodosus (nomeada, em inglês, lion's paw scallop ou simplesmente lion's paw; na tradução para o português, "pata de leão"; no Brasil, denominada leque ou vieira-pata-de-leão – este nome, vieira, segundo o Dicionário Houaiss e o Dicionário Aurélio, sendo uma designação comum à concha do gênero Pecten, pertencente à mesma família, que os romeiros de Santiago usavam presa ao chapéu – ; cientificamente denominada Lyropecten nodosus, ou Lyropecten nodosa, um nome incorreto, durante o século XX) é uma espécie de molusco Bivalvia, marinha e litorânea, da família Pectinidae, classificada por Carolus Linnaeus em 1758; descrita como Ostrea nodosa – por ele considerada uma ostra – em seu Systema Naturae. Ocorre em habitats bentônicos do oeste do Atlântico, no limite entre as rochas e os fundos arenosos ou de cascalho, muitas vezes presas nas rochas; mas também no interior de pequenas grutas e fendas rochosas; em manchas arenosas ou de algas calcárias adjacentes, em águas da zona entremarés até os 185 metros de profundidade. É espécie comestível e usada como matéria-prima para artesanato; podendo ser encontrada nos sambaquis brasileiros, do Espírito Santo até Santa Catarina. Considerada um valioso objeto para o colecionismo conquiliológico e sendo um item muito procurado.

## Descrição da concha
Nodipecten nodosus possui concha ornamentada, grande, espessa e pesada, tão larga quanto comprida, de valvas similares, pouco convexas e, muitas vezes, grosseiramente esculpidas com nódulos arredondados e altos, ocos em seu interior; com cerca de sete a nove costelas raiadas, espaçadas, arredondadas e proeminentes, em indivíduos adultos. Existem ranhuras radiais entre as costelas, cruzadas por finas cristas concêntricas e geradas pelo seu crescimento. Na sua área umbonal existem expansões, como orelhas; a da direita duas vezes mais longa que a outra. Sua cor varia do vermelho brilhante ao vermelho escuro, marrom-avermelhado, laranja e, mais raramente, amarelo, com ou sem manchas em branco. Interior das valvas em púrpura, alaranjado ou marrom-avermelhado, com mancha branca e espalhada, próxima ao umbo. Atinge de aproximadamente a até 15 centímetros em suas dimensões maiores. Espécimes podem apresentar epibiontes sobre sua superfície. A etimologia de seu epíteto específico, nodosus, provém dos nódulos arredondados, como calos ou nós encorpados, em sua superfície; também sendo esta a explicação para Nodipecten.

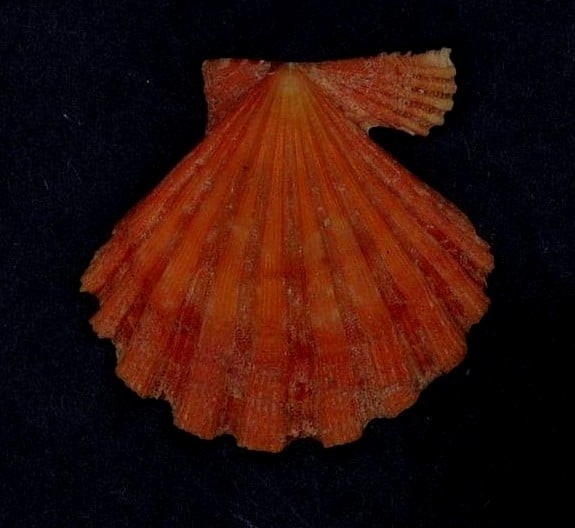
A valva de um indivíduo juvenil de N. nodosus.

## Distribuição geográfica

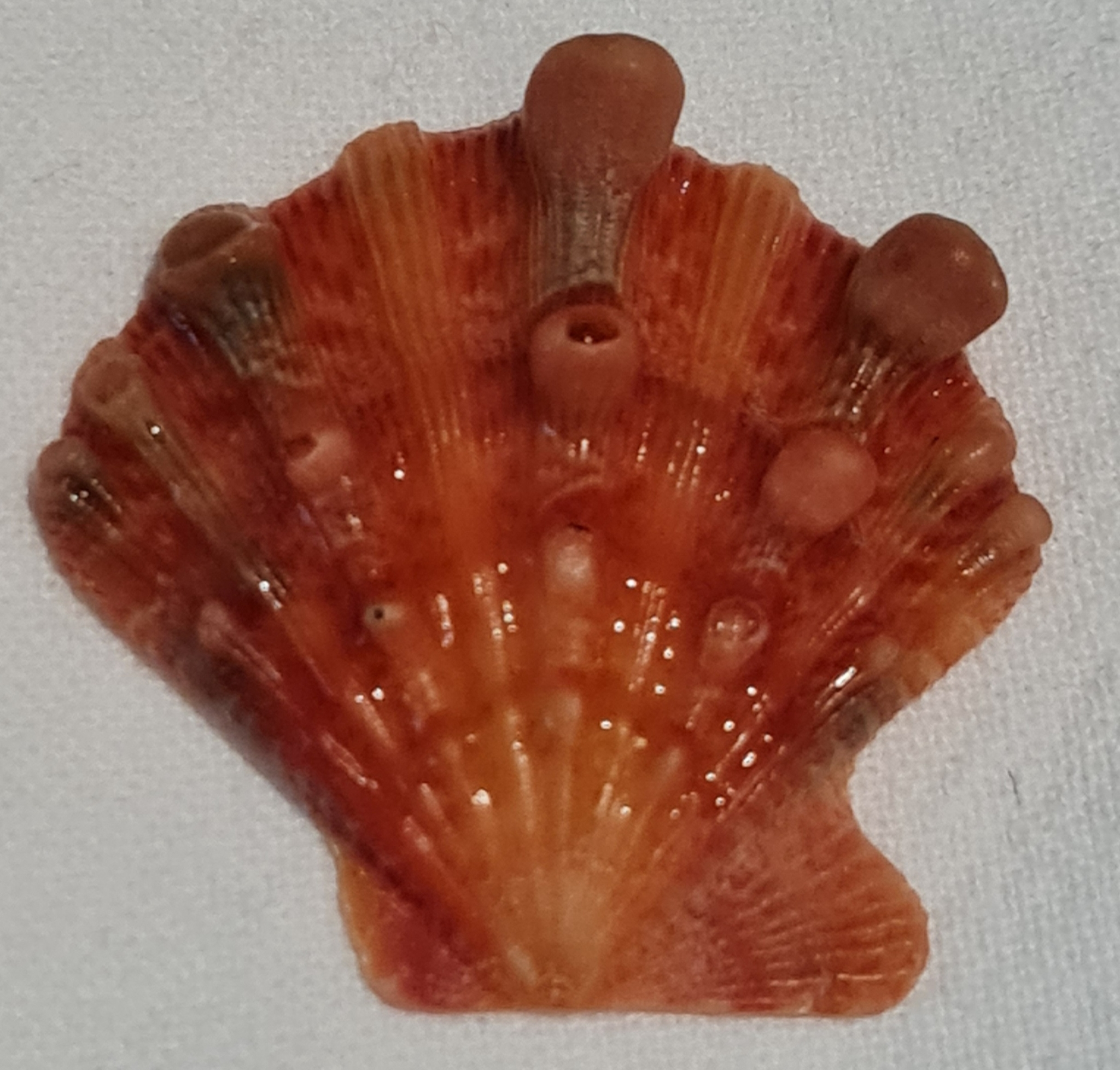
Valva encontrada na Praia de Camburi, no estado brasileiro do Espírito Santo.

Esta espécie está distribuída pelo oceano Atlântico, da Carolina do Norte (cabo Hatteras) até a Flórida, na costa leste dos Estados Unidos, no golfo do México, Bermudas, e no mar do Caribe, incluindo Antilhas, leste da Colômbia e Venezuela, e indo em direção à região sul do Brasil, em Santa Catarina; onde fora cultivada, como fruto do mar, a partir do início do século XXI; ilha de Ascensão, e raríssima na África Ocidental, registrada no Gabão pelo World Register of Marine Species.

## Conservação
Em 2018, a Nodipecten nodosus foi colocada no Livro Vermelho do ICMBio; considerada uma espécie pouco preocupante (LC), com a conclusão desta avaliação feita em 2012.